# Guioa glauca
Guioa glauca är en kinesträdsväxtart som först beskrevs av Labillardiere, och fick sitt nu gällande namn av Ludwig Radlkofer. Guioa glauca ingår i släktet Guioa och familjen kinesträdsväxter. Utöver nominatformen finns också underarten G. g. vulgaris.